# Carel van den Driest
Carel Juliaan van den Driest (Den Haag, 22 november 1947 – Wassenaar, 13 oktober 2023) was een Nederlands bestuurder en captain of industry. Hij speelde een belangrijke rol in de ontwikkeling van de Haven van Singapore waar hij een tankterminal realiseerde. De haven groeide uit tot een belangrijk petrochemisch complex en Van den Driest werd benoemd tot honorair consul-generaal van dat land. Ook was hij Ridder in de Orde van de Nederlandse Leeuw.

## Levensloop
Van den Driest studeerde bedrijfseconomie aan de Rijksuniversiteit Groningen. Na zijn studie werkte hij bij onder andere Shell in Den Haag en Brunei. In 1974 solliciteerde hij bij Van Ommeren en kwam te werken bij het tankopslagbedrijf Matex. Binnen Van Ommeren vervulde hij een aantal directiefuncties. In 1980 werd hij uitgezonden om een tankterminal op te zetten in Singapore, die in 1983 in bedrijf kwam. Singapore heeft zich sindsdien ontwikkeld tot het derde petrochemische complex in de wereld, na Rotterdam/Antwerpen en Houston. In 1988 werd hij opgenomen in de raad van bestuur van Van Ommeren, vanaf 1991 tot 1999 als voorzitter. Vlak voor zijn aantreden had Van Ommeren in 1987 het handelshuis Ceteco gekocht, wat geen succesvolle overname bleek te zijn. Een van de eerste zaken wat Van den Driest deed nadat hij bestuursvoorzitter was geworden, was Ceteco te verkopen.
In 1998 waren Van Ommeren en Pakhoed overeengekomen samen te gaan onder de nieuwe naam Vopak. De fusieplannen van de bestuursvoorzitters Van den Driest en Westdijk liep stuk op de Europese Commissie. Deze eiste de verkoop van opslagcapaciteit in Rotterdam en Antwerpen. Pakhoed meende het zwaarste offer te moeten brengen en haakte af. Onder zware druk van de aandeelhouders is Vopak een jaar later toch nog tot stand gekomen. Voor Van den Driest was er echter geen plaats meer. In 2000 stapte hij over naar ECT en vervulde daar de functie van voorzitter van de Directie. 
Vopak had een moeilijke start. Nog geen jaar na de fusie stapten twee bestuursleden op, financieel directeur Hendriks en Van Westenbrugge (beiden ex-Van Ommeren). Het bedrijf had onvoldoende geld om alle ambities waar te maken. Besloten werd Univar, de marktleider in chemische distributie dat Pakhoed in 1996 had overgenomen, af te stoten en Vopak zou verdergaan als puur tankopslagbedrijf. In 2002 werd Van den Driest uiteindelijk voorzitter van de raad van bestuur van Koninklijke Vopak N.V., een functie die hij vervulde tot medio 2005. Officieel trad hij op 31 december 2005 af en in april 2006 werd hij benoemd tot lid van de raad van commissarissen van Vopak.
In het jaarverslag van Vopak in 2011 wordt aangegeven dat Van den Driest als commissaris en voorzitter van de beloningscommissie bij Vopak niet voldoet aan de code-Tabaksblat. Gezien zijn kennis van de logistieke dienstverlening, tank opslag activiteiten, de haven van Rotterdam en zijn bekendheid met het bedrijf waren voor Vopak toch reden om hem in 2011 opnieuw als commissaris te vragen.
Van den Driest is voorts als commissaris betrokken bij diverse ondernemingen, waaronder Stork, Broström en Dura-Vermeer. Hij is voorzitter van de Raad van Commissarissen bij van Oord, een van 's werelds grootste baggerbedrijven met hoofdkantoor te Rotterdam en Anthony Veder Group. In oktober 2012 werd hij lid van de raad van commissarissen van de Nederlandse Spoorwegen (NS) en in maart 2013 werd hij benoemd tot voorzitter. Op 23 juni 2015 nam hij ontslag als voorzitter van de raad van commissarissen van NS. Hij voelde zich verantwoordelijk voor de “rommelige wijze” van het ontslag van voormalig NS-topman Timo Huges en de fouten in de communicatie tussen het ministerie van Financiën en het spoorbedrijf. Hij werd opgevolgd door Truze Lodder.
In juni 2012 vertrok Van den Driest samen met Boskalis-topman Peter Berdowski als commissaris bij afvalbedrijf Van Gansewinkel. Het FD gaf de reden als volgt weer: "De twee zijn ontevreden over de beperkte zeggenschap die ze binnen de onderneming hebben en maken zich hier zorgen over nu een stevige reorganisatie voorbereid wordt, die tot reductie van enkele honderden banen kan leiden."
Naast deze commissariaten was hij ook honorair consul-generaal van Singapore, waar hij in 2004 de Public Service Star ontving. Hij was Ridder in de Orde van de Nederlandse Leeuw.
Van den Driest was een fanatiek roeier. In 2022 moest hij wegens de ziekte van Parkinson daarmee stoppen. Hij overleed op 13 oktober 2023.